# Glasgow
Glasgow (gaelică scoțiană Glaschu, scots Glesca) este cel mai mare oraș din Scoția, Regatul Unit. Orașul are o populație de 632.500 de locuitori; 650.000  de persoane trăiesc în zona metropolitană Glasgow.

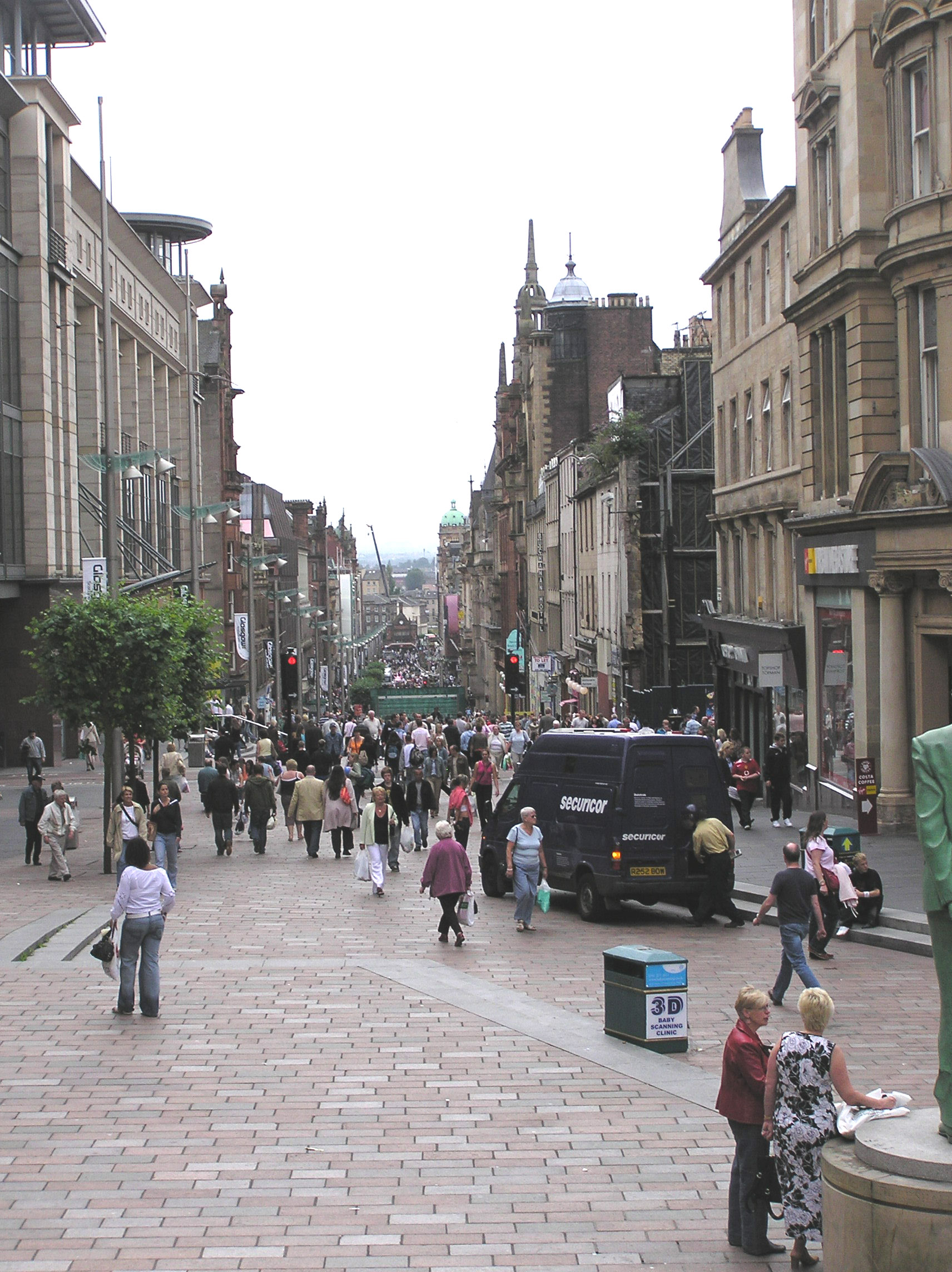
Strada Buchanan în centrul orașului Glasgow

## Orașe înfrățite
- Marseille, Franța
- Havana, Cuba
- Torino, Italia
- Bethlehem, Palestina
- Nürnberg, Germania
- Dalian, China
- Lahore, Pakistan
- Rostov-pe-Don, Rusia

## Personalități
- Thomas Graham (1805–1869), chimist și fizician
- Henry Campbell-Bannerman (1836–1908), politician
- William Ramsay (1852–1916), chimist
- James George Frazer (1854–1941), autor, antropolog cultural și social, teolog și magistrat
- George Ramsay (1855–1935), jucător și antrenor de fotbal
- Margaret Todd (1859–1918), scriitoare și medic
- Eugen d'Albert (1864–1932), compozitor
- Mary Gordon (1882–1963), actriță
- Alexander Todd (1907–1997), chimist
- Shmarya Guttman (1909–1996), arheolog
- Gordon Jackson (1923–1990), actor
- Janey Buchan (1926–2012), politic
- James Stirling (1926–1992), arhitect
- Winifred Ewing (n. 1929), politic
- Pat Crerand (n. 1939), fotbalist
- Neil MacCormick (1941–2009), politic
- Bill Forsyth (n. 1946), regizor de film
- Mark Knopfler (n. 1949), solist, chitarist, compozitor și producator muzical
- Kenny Dalglish (n. 1951), jucător de fotbal
- David Knopfler (n. 1952), cântăreț, compozitor, chitarist și pianist
- Moira Walls (n. 1952), atletă[1]
- Angus Young (n. 1955), chitarist
- Peter Capaldi (n. 1958), actor scoțian scenarist și regizor
- Robert Carlyle (n. 1961), actor
- Kevin Macdonald (n. 1967), regizor de film
- Alan McManus (n. 1971), jucător de snooker
- Alyn Smith (n. 1973), politic
- James McAvoy (n. 1979), actor
- Stephen Maguire (n. 1981), jucător de snooker
- Grum (n. 1986), muzician, producător și DJ
- Sophie (1986–2021), artistă, producătoare de discuri, cântăreață și DJ
- Andy Murray (n. 1987), jucător profesionist de tenis
- Ikechi Anya (n. 1988), fotbalist
- Anthony McGill (n. 1991), jucător de snooker
- Andrew Robertson (n. 1994), fotbalist
- Lewis Capaldi (n. 1996), cântăreț și compozitor